# استان ناکون پانوم

نقشهٔ تایلند و جایگاه استان ناکون فانوم.

استان ناکون فانوم یکی از استانهای کشور تایلند است. مساحت آن ۵۵۱۲ کیلومترمربع می‌باشد. جمعیت این استان در سال ۲۰۰۰ بالغ بر ۶۸۴۰۰۰ نفر برآورد شده‌است.
استان ناخون فانوم از نظر تقسیمات کشوری بخشی از ناحیه شمال خاوری تایلند به حساب می‌آید. مرکز این استان شهر ناکون پانوم است.